# Ochimus laetipennis
Ochimus laetipennis là một loài bọ cánh cứng trong họ Cerambycidae.